# Quart (física)
El Quart es una unidad de volumen (tanto para el imperial o unidades de los Estados Unidos habituales) igual a un cuarto de galón, dos pintas o cuatro tazas. Desde galones de diversos tamaños han estado históricamente en uso, cuarto de diversos tamaños también han existido, ver por galón para continuar el debate. Tres de estas clases de cuarto permanecer en el uso actual, todos aproximadamente igual a un litro. Su abreviatura correcta es qt.

## Definiciones y equivalencias
De los Estados Unidos cuartos de líquido
Todo el tradicional longitud de EE.UU. y las medidas de volumen han sido legalmente estandarizado para el comercio con la definición de 1 yarda de ser exactamente igual a 0,9144 metros. De esta definición se deriva de las equivalencias métricas en pulgadas, pies y millas, así como las medidas de área, y las medidas de volumen. El cuarto de líquido EE.UU. equivale a 57,75 pulgadas cúbicas, que es exactamente igual a 0,946352946 litros.
| 1 US liquid quart | = | 1/4         | galón de líquido      |
|                   | = | 2           | pintas de líquido     |
|                   | = | 4           | tazas de líquido      |
|                   | = | 8           | gills de líquido      |
|                   | = | 32          | US fluid ounces       |
|                   | = | 57,75       | cubic inches[4]       |
|                   | = | 0,946352946 | litres[5][6]          |
|                   | ≈ | 33.307      | imperial fluid ounces |
De los Estados Unidos en seco cuarto
El cuarto EE.UU. seca es igual a 1/32 de un Estados Unidos bushel, exactamente 1,101220942715 litros.
| 1 galón seco | = | 1/32           | US bushels            |
|              | = | 1/4            | galones secos         |
|              | = | 2              | pintas secas          |
|              | = | 67,2           | pulgadas cúbicas      |
|              | = | 1,101220942715 | litres[5][6]          |
|              | ≈ | 38,758         | imperial fluid ounces |
Cuarto Imperial
El cuarto imperial, que se utiliza tanto para la capacidad de líquido o seco, es igual a un cuarto de galón imperial, o litros exactamente 1,1365225.
| 1 imperial quart | = | 1/4       | galones imperiales       |
|                  | = | 2         | pintas imperiales        |
|                  | = | 40        | oz imperiales de fluidos |
|                  | = | 1,1365225 | litros[7]                |
|                  | ≈ | 69,355    | pulgadas cúbicas         |
|                  | ≈ | 38,430    | onzas líquidas           |

## Winchester cuarto
El cuarto Winchester es un medida arcaica, o menos igual a 2 litros imperiales o litros 2,25. Las botellas de 2,5 litros en el que los productos químicos de laboratorio se suministran se refieren a veces como botellas de un cuarto de galón Winchester, a pesar de que contienen poco más de un cuarto tradicional de Winchester.